# Гранов, Владимир Витальевич
Влади́мир Вита́льевич Гра́нов (род. 1957) — российский актёр, режиссёр, каскадёр, преподаватель биомеханики сценического движения.

## Биография
Владимир Гранов родился 30 ноября 1957 года в Воронеже.
В 1975 году поступил в Воронежский Государственный институт искусств на театральный факультет и окончил его в 1980 году. Служил в Воронежском ТЮЗе. С 1988 по 1990 год Гранов преподавал там же сценическое движение и мастерство актёра. В 1992 году Гранов окончил аспирантуру в Российской Академии Театрального Искусства а в 1991 году впервые снялся в кино. Начиная с 1990 года он работал доцентом Российской Академии Театрального Искусства, а с 1992 года по 1994 преподавал сценическое движение в Сирийской Академии Музыки и Театра в Дамаске. В 1995—2001 годах Владимир Гранов работал доцентом ВГИКa, а с 2000 по 2008 год преподавал биомеханику сценического движения и мастерство актёра во Французской Национальной Высшей Театральной Школе в городе Лион. С 2007 года занимается режиссурой.

## Творчество

### Фильмография
- 1991 — «Милый Эп», постановка фехтования
- 1991 — «Игра на миллионы» — Славик, бандит-контрабасист
- 1992 — «Коля, Зина и «Каёдза»» — Коля
- 1996 — «Агапэ» — телохранитель Крокина
- 1997 — «Бедная Саша» — Ваня
- 1999 — «Д. Д. Д. Досье детектива Дубровского» — фальшивомонетчик (эпизоды)
- 1999 — «Президент и его внучка» — милиционер

### Киножурнал «Ералаш»
- 1993 — Выпуск № 97 (сюжет «Уговорил») — папа мальчика

### Режиссёрские работы
- 2007 — «Последняя женщина сеньора Хуана», Л. Жуховицкий — Бухарест, театр «Одеон»[1]
- 2008 — «Ещё раз про любовь», В. Гранов — Назарет, театр Фриндж
- 2008 — «Другой человек», П. Гладилин — Воронежская антерприза
- 2008 — «Ромео и Джульетта», У. Шекспир — Эстония
- 2009 — «Ромео и Джульетта», У. Шекспир — Воронеж, ТЮЗ[2]
- 2009 — «Бывшие сёстры», А. Васильев — Лион, театр «Асфодель»
- 2010 — «Предложение», А. Чехов — Лион, Театральная компания «Арграноль»
- 2010 — «Брак поневоле», Ж.-Б. Мольер — Мичуринский драматический театр, Мичуринск[3]
- 2011 —  «Ещё раз про любовь», В. Гранов —  Венеция
- 2013 — «Ревизор», Н. Гоголь — Озёрск
- 2013 — «Windows», В. Гранов, Н. Молчанова — Тула
- 2013 — «Последняя женщина сеньора Хуана», Л. Жуховицкий — Калуга
- 2014 —«Любовь живёт рядом», В. Гранов — Озёрск
- 2020 —«Маскарад», М. Лермонтов — Вологда
- 2021 — «Другой человек», П. Гладилин — Авиньон, Франция
- 2021 — «Укрощение строптивой», В. Шекспир — Вологда.